# Comté de Siskiyou
Le comté de Siskiyou est un comté situé dans le nord de l'État de Californie aux États-Unis, dans la région de la chaîne des Cascades près de la frontière avec l'Oregon. Son chef-lieu est Yreka. Sa population était de 44 076 au recensement de 2020.

## Histoire
Des traces de présence amérindienne remontent approximativement à 7 000 ans. Le nord du mont Shasta et l'est était occupé par les Shastas, les Karuks vivaient le long du fleuve Klamath, les Modocs à l'est et les Wintus au sud du mont Shasta.
Le comté de Siskiyou a été créé le 22 mars 1852 à partir de portions des comtés de Shasta et de Klamath. Son nom se réfère à la chaîne Siskiyou. Des parties du territoire ont par la suite été données au comté de Modoc en 1855.
Le comté est traversé par la piste Siskiyou d'origine amérindienne qui relie la Vallée Centrale de Californie au Nord-Ouest Pacifique.
En 1851, la découverte d'or près de la ville de Yreka fit affluer des centaines de prospecteurs.

## Villes et localités

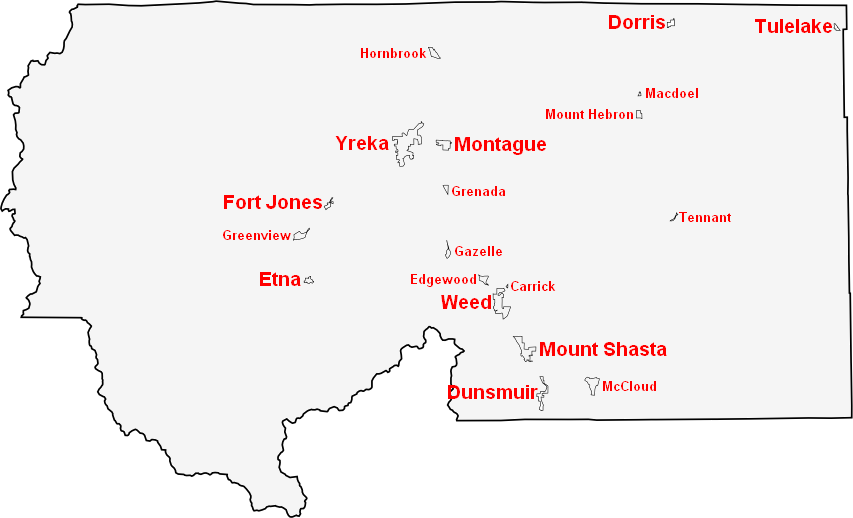
Carte du comté de Siskiyou.

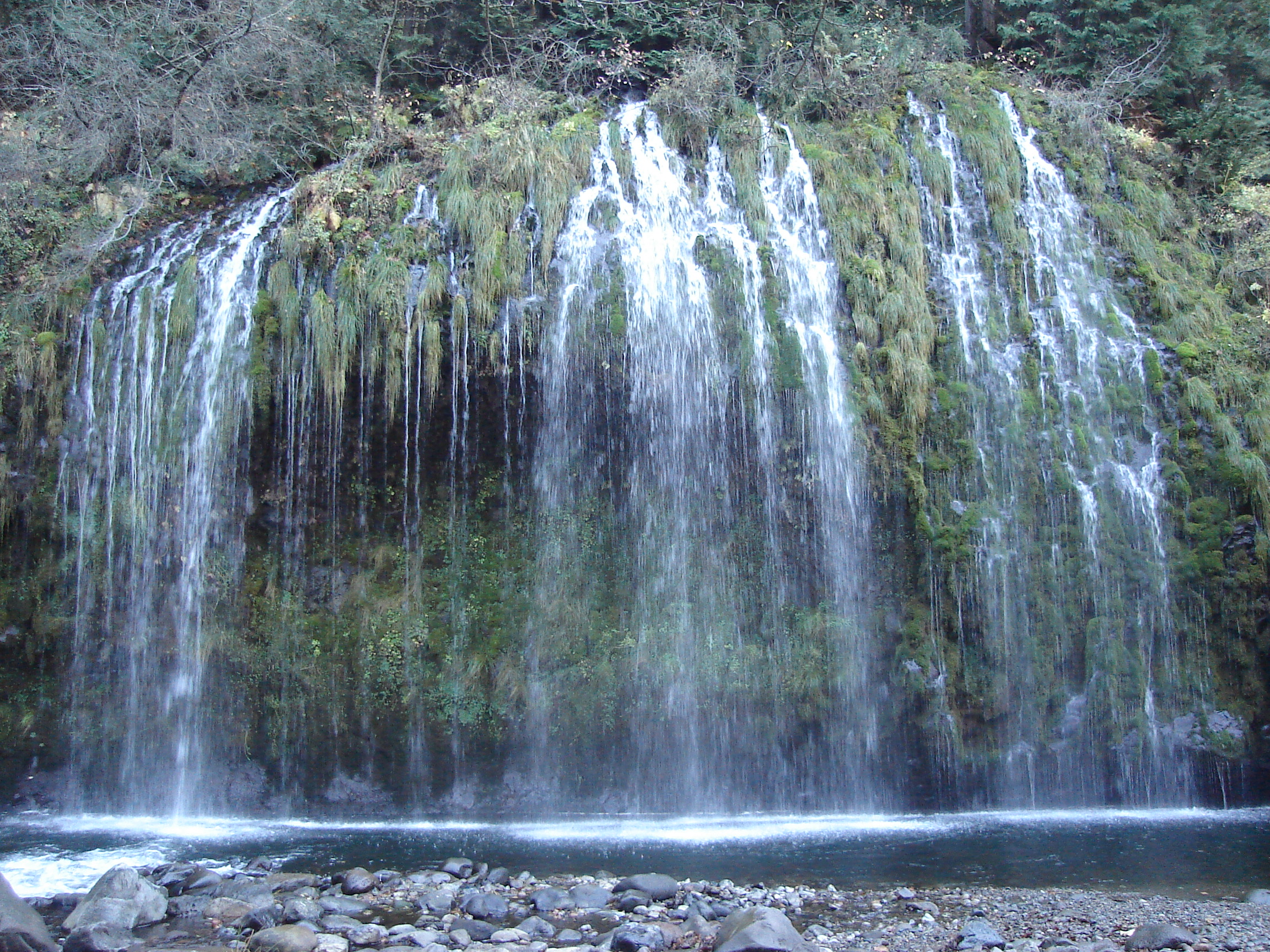
Cascade de Mossbrae, près de Dunsmuir.

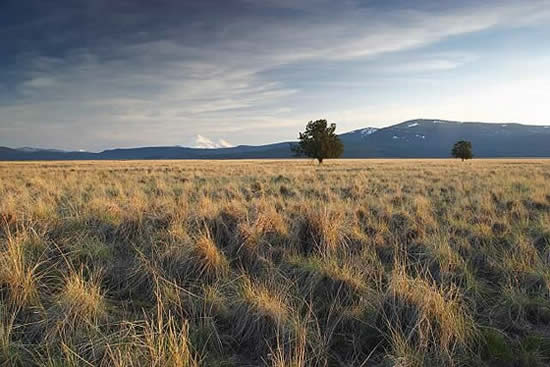
Butte Valley National Grassland, prairie nationale située dans le nord du comté.

- Carrick
- Dorris
- Dunsmuir
- Edgewood
- Etna
- Forks of Salmon
- Fort Jones
- Gazelle
- Greenview
- Grenada
- Hornbrook
- Macdoel
- McCloud
- Montague
- Mount Hebron
- Mount Shasta
- Tennant
- Tulelake
- Weed
- Yreka

## Démographie
| 1860  | 1870  | 1880  | 1890   | 1900   | 1910   |
| ----- | ----- | ----- | ------ | ------ | ------ |
| 7 629 | 6 848 | 8 610 | 12 163 | 16 962 | 18 801 |

| 1920   | 1930   | 1940   | 1950   | 1960   | 1970   |
| ------ | ------ | ------ | ------ | ------ | ------ |
| 18 545 | 25 480 | 28 598 | 30 733 | 32 885 | 33 225 |

| 1980   | 1990   | 2000   | 2010   | 2020   | - |
| ------ | ------ | ------ | ------ | ------ | - |
| 39 732 | 43 531 | 44 301 | 44 900 | 44 076 | - |